# Prêmio da Música Brasileira para Melhor Intérprete de Música Regional
O Prêmio da Música Brasileira para Melhor Intérprete de Música Regional é concedido anualmente desde 2023 pela tradicional premiação musical. A categoria "Intérprete" substituiu as categorias "Cantor" e "Cantora", permitindo a inclusão de pessoas não-binárias.  Essa categoria foi criada para tornar a premiação mais inclusiva e representativa.

## Vencedores e indicados
| Ano  | Vencedor(a)   | Indicados                                                           | Ref.  |
| ---- | ------------- | ------------------------------------------------------------------- | ----- |
| 2023 | Alceu Valença | - Almir Sater - Elba Ramalho - Isadora Melo - Zeca Veloso           | [ 2 ] |
| 2024 | Alceu Valença | - Carlinhos Brown - Lia de Itamaracá - Luiz Caldas - Marcelo Janeci | [ 3 ] |